# Olavi Salonen (athlète)
Pour les articles homonymes, voir Salonen et Olavi Salonen.
Olavi Salonen, dit Tankki, né le 20 décembre 1933 à Noormarkku et mort le 6 mars 2025, est un athlète finlandais spécialiste du demi-fond.

## Biographie
Affilié au Kaipolan Vire, Olavi Salonen mesurait 1,74 m pour 74 kg.
Le 11 juillet 1957 à Turku, en compagnie d'Olavi Salsola (dans le même temps) et d'Olavi Vuorisalo (un centième derrière), Olavi Salonen établit un record du monde du 1 500 mètres en 3 min 40 s 2.

## Palmarès
| Date | Compétition           | Lieu     | Résultat | Épreuve    | Performance  |
| ---- | --------------------- | -------- | -------- | ---------- | ------------ |
| 1962 | Championnats d'Europe | Belgrade | 4e       | 800 mètres | 1 min 51 s 2 |

## Records
| Épreuve      | Performance  | Lieu  | Date            |
| ------------ | ------------ | ----- | --------------- |
| 1 500 mètres | 3 min 40 s 2 | Turku | 11 juillet 1957 |